# アジアインドア・マーシャルアーツゲームズ
アジアインドア・マーシャルアーツゲームズ（Asian Indoor-Martial Arts Games）は、2013年からアジアオリンピック評議会 (OCA) が開催しているスポーツ競技大会である。4年に1度開催される。略称はAIMAG。
それまで別に開催していたアジアインドアゲームズ（アジア室内競技大会）とアジアマーシャルアーツゲームズ（アジア格闘技大会）を、2013年より統合して新設された。大会名は変更されたが、回次は第3回まで開催されたアジアインドアゲームズから引き継ぐ。

## 開催地
- 第4回（2013年）  仁川[1]
- 第5回（2017年）  アシガバート[2][リンク切れ]
- 第6回（中止[3]）  バンコク/チョンブリー
- 第7回（2026年） リヤド